# Berlin Brands Group
Die Berlin Brands Group ist ein international agierendes E-Commerce-Unternehmen im Bereich Direct-to-Consumer, das insgesamt 14 Eigenmarken wie Klarstein, auna, Capital Sports und blumfeldt aus den Bereichen Home & Living, Unterhaltungselektronik, Sound & Light sowie Sport unter einem Dach vereint. Das Unternehmen wurde unter dem Namen Chal-Tec 2005 von Peter Chaljawski in Berlin gegründet und deckt die gesamte Wertschöpfungskette von der Produktentwicklung, Konzeption und Design über Produktion und Vermarktung bis hin zum Kundenservice ab.
Vom Hauptsitz in Berlin steuert das Unternehmen den Markenaufbau und den Multi-Channel-Vertrieb von mehr als 3.000 Produkten in 28 Ländern.
Seit Ende 2020 kauft BBG internationale E-Commerce-Marken mit einem Umsatz zwischen 500.000 und 100 Millionen Euro. BBG integriert die Marken dann auf der eigenen DTC-Plattform, um das Geschäft zu skalieren.
An sieben Standorten der Berlin Brands Group in Berlin (Headquarters), Kamp-Lintfort (Logistikzentrum), Bratislava  und Senec (beide Slowakei), Istanbul (Türkei), Hongkong und San Francisco (USA) arbeiten derzeit mehr als 900 Mitarbeiter.

## Marken
Die wichtigsten Marken des Unternehmens sind:
- Klarstein (Haushaltsgeräte)
- auna (Audio)
- Capital Sports (Sportartikel)
- blumfeldt (Gartenmöbel & -accessoires)

## Geschichte
Über EBay verkaufte Chaljawski, geboren 1986,  zunächst Veranstaltungstechnik und avancierte in kurzer Zeit zum Powerseller auf dem Online-Marktplatz. Dies führte 2005 zur Gründung von Chal-Tec und dem Launch des eigenen Webshops elektronik-star.de im darauffolgenden Jahr.
Seit dem ersten Geschäftsjahr schreibt das Unternehmen schwarze Zahlen, ohne dabei auf Venture-Capital zurückgreifen zu müssen. 2012 gründete Chaljawski unter electronic-star a.s. ein Joint Venture mit dem in Bratislava ansässigem eCommerce Unternehmen von Dominik Brichta und Peter Both. Damit erweiterte Chal-Tec das Geschäft auf acht zentral- und osteuropäische Länder.
2019 ging aus Chal-Tec die Dachmarke Berlin Brands Group hervor, die alle Produktmarken sowie Tochtergesellschaften vereint. Im gleichen Jahr stieg Henrik Haenecke als weiterer Geschäftsführer und Finanzchef (CFO) ein. Zum Führungsteam gehören außerdem Dominik Brichta und Peter Both (Co-Founder), Thomas Stanzl (CMO), Robert Hein (CIO), Stephan Thönnißen (CCO) und Ella Cheung (MD Fernost).
2017 eröffnete Berlin Brand Group ein Zentrallager in Kamp-Lintfort mit einer Kapazität von 58.000 Quadratmetern. Im folgenden dritten Quartal steigerte das Unternehmen seinen Umsatz um 80 Prozent.

## Wirtschaftszahlen
Das Wachstum der heutigen Berlin Brand Group erfolgte zunächst ausschließlich ohne Fremdmittel. Im Jahr 2020 erwirtschaftete das Unternehmen einen Umsatz von 334 Millionen Euro nach 216 Millionen Euro im Jahr 2019. Im Jahr 2020 vertrieb die Berlin Brands Group etwa 3,4 Millionen Artikel an weltweit mehr als 2,8 Millionen Kunden. Die Unternehmensbewertung von BBG stieg im Oktober 2021 auf 1 Milliarde Euro, was BBG zu einem europäischen Einhorn macht.

## Anteilseigner
Im Juni 2015 übernahm Ardian 40 Prozent der Anteile am Unternehmen. Die restlichen Anteile verblieben im Besitz von Peter Chaljawski, der weiterhin Geschäftsführer und Mehrheitsgesellschafter ist. Im Oktober 2021 übernahm der US-amerikanische Finanzinvestor Bain Capital die gesamten Anteile von Ardian. Im Zuge dessen erhielt BBG Eigen- und Fremdkapital in Höhe von 700 Millionen Dollar. Die Investition wird genutzt, um weitere E-Commerce-Marken zu erwerben, ein internationales Logistiknetz aufzubauen und die eigene Technologieplattform zu erweitern. Im November 2021 entschied sich Ardian für einen Wiedereinstieg bei BBG und erwarb Anteile im Wert von 100 Millionen Euro.